# Бойл, Брайан
Бра́йан Бойл (англ. Brian Boyle; род. 18 декабря 1984, Хингем, Плимут, Массачусетс, США) — американский хоккеист. Бронзовый призёр чемпионата мира 2021 года.

## Игровая карьера
На драфте НХЛ 2003 года Брайана Бойла в первом раунде под 26 номером выбрал «Лос-Анджелес Кингз». До Бойла «Лос-Анджелес» выбрал под 13 номером другого нападающего, Дастина Брауна, впоследствии ставшем капитаном «королей». Несмотря на выбор в первом раунде, Брайан не стал сразу пробиваться в состав «Лос-Анджелеса», а пошёл учиться в Бостонский колледж, где играл за команду «Бостон Колледж Иглз». Вместе с «орлами» Бойл дважды становился чемпионом NCAA, а в 2005 году он был признан самым ценным игроком турнира. В своём последнем сезоне за колледж (2006/07) Бойл был капитаном команды.
28 июня 2009 года «Лос-Анджелес» обменял Бойла в «Нью-Йорк Рейнджерс» на право выбора в третьем раунде драфта 2010 года. В сезоне 2013/14 Брайан вместе с «Рейнджерс» дошёл до финала Кубка Стэнли, но ньюйоркцы уступили в пяти матчах бывшему клубу Бойла — «Лос-Анджелесу». По окончании сезона контракт Бойла с «Рейнджерс» истёк и он стал неограниченно свободным агентом.
2 июля 2014 года Бойл подписал трёхлетний контракт с «Тампа-Бэй Лайтнинг». И в первый же год во флоридском клубе Бойл снова играл в финале Кубка Стэнли. И во второй раз подряд его команда проиграла. Обладателем Кубка стала команда «Чикаго Блэкхокс», одолевшая «Тампу» в шести матчах.
27 февраля 2017 года «Тампа» обменяла Бойла в «Торонто Мейпл Лифс» на нападающего Байрона Фрэйза и право выбора во втором раунде драфта 2017 года.
Летом как неограниченно свободный агент подписал 2-летний контракт на $ 5,5 млн с «Нью-Джерси Девилз». Перед началом сезона у Бойла обнаружили лейкоз, но несмотря на это Брайан продолжил игровую карьеру, пропустив лишь начало сезона. После травмы Тэйлора Холла заменил его на Матче всех звезд НХЛ.
По состоянию на конец сезона 2021/22 сыграл в НХЛ 871 матч и набрал 252 очка (141+111). В плей-офф сыграл 124 матча и набрал 33 очка (16+17).

## Игровая характеристика
Брайан Бойл является центрфорвардом. Отыграл на этой позиции большую часть своей карьеры, преимущественно в третьем или четвёртом звене. Но, в зависимости от обстоятельств, Бойл может сыграть и слева в нападении.